# آرین رایت
آرین رایت (انگلیسی: Arin Wright؛ زادهٔ ۲۵ دسامبر ۱۹۹۲) بازیکن فوتبال اهل ایالات متحده آمریکا است.
از باشگاه‌هایی که در آن بازی کرده‌است می‌توان به شیکاگو رد استارز اشاره کرد.
وی همچنین در تیم‌های ملی فوتبال  زیر ۲۳ سال زنان ایالات متحده آمریکا بازی کرده‌است.